# Шестижаберная акула
Шестижаберная акула, серая шестижаберная акула или шестижаберник (лат. Hexanchus griseus) — вид рода шестижаберных акул (Hexanchus) семейства многожаберных акул. Самый крупный вид из всего семейства — максимальная зафиксированная длина составляет 5,4 м. Эти акулы обитают в умеренных, субтропических и тропических водах всех океанов. Это донный, прибрежный и пелагический вид. Встречаются на глубине до 2500 м. В тропических водах шестижаберники редко подходят к берегу. Размножаются яйцеживорождением. Являются объектом коммерческого промысла. Вид подвержен перелову.

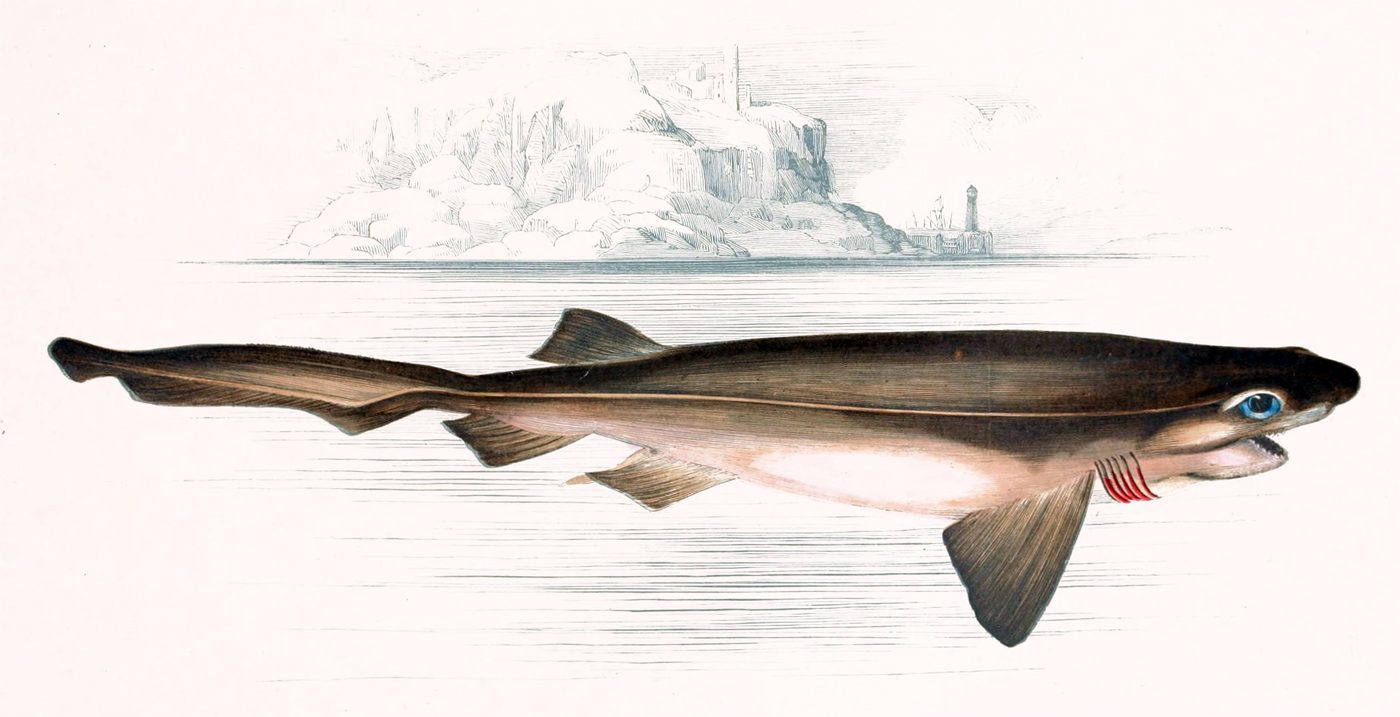
Старинное изображение (1877) шестижаберной акулы

## Таксономия
Вид впервые научно описан в 1788 году. Голотип не назначен. Видовой эпитет лат. griseus означает «серый». 

## Ареал
Широко распространённый в тропических и умеренных водах вид. В западной Атлантике встречается от Северной Каролины до Флориды, США, в северной части Мексиканского залива, у берегов Кубы, Никарагуа, Коста-Рики, Венесуэлы, на юге Бразилии и на севере Аргентины. В восточной Атлантике населяет воды от Исландии и Норвегии до Сенегала, Нигерии, Анголы, Намибии, присутствует в Средиземном море, встречается в Чёрном море у берегов Турции и, возможно, у Кот-д’Ивуара. В Индийском океане эти акулы обитают у берегов ЮАР, Мозамбика (юг), Мадагаскара, островов Альдабра и на Коморских островах. В западной части Тихого океана встречаются у побережья Японии (восток), Тайваня, Малайзии, Суматры, Австралии (Новый Южный Уэльс и Виктория) и Новой Зеландии. В центральной части Тихого океана шестижаберники попадаются на Гавайских островах и Палау. В восточной части Тихого океана населяет воды от Алеутских островов до Нижней Калифорнии, а также Чили. Эти акулы держатся на континентальном и островном шельфе, а также в верхней части материкового склона от поверхности до глубины 2500 м. Молодые шестижаберники предпочитают мелководье у берега, взрослые встречаются глубже 91 м. Известно, что эти акулы совершают суточные вертикальные миграции, днём отдыхая на дне, а вечером поднимаясь к поверхности воды.

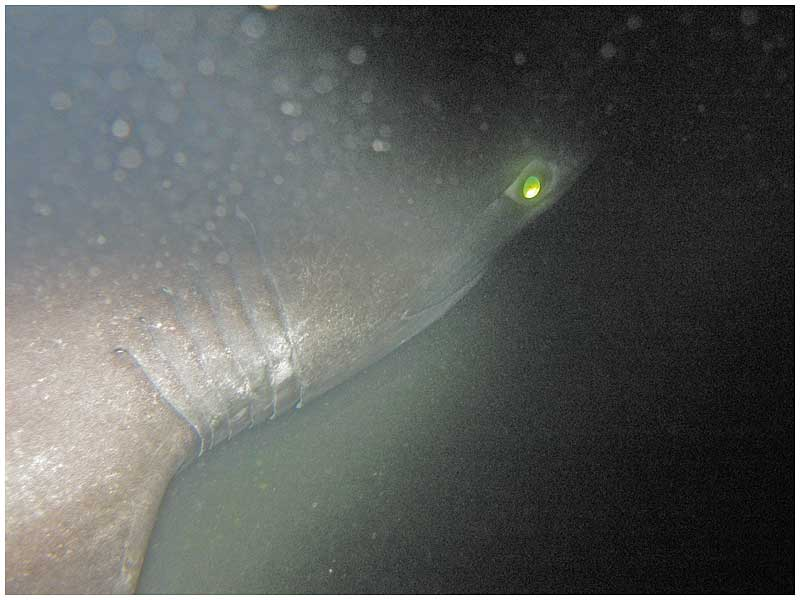
Зрачки шестижаберников на свету флюоресцируют

## Описание
У шестижаберных акул плотное веретенообразное тело и широкая голова с притуплённой мордой. Глаза маленькие, зрачки флюоресцируют сине-зелёным светом. Широкий рот закруглён в виде арки. Во рту по обе стороны от симфиза имеются по 6 рядов зубов на нижней и 4 ряда на верхней челюстях. Нижние зубы широкие, имеют форму гребёнки, верхние оканчиваются центральным остриём, каудальный край покрыт зазубринами. Небольшой спинной плавник сдвинут к хвосту. Шип у основания отсутствует. Анальный плавник меньше спинного. Грудные плавники небольшие и закруглённые. У края верхней лопасти хвостового плавника имеется вентральная выемка. Верхняя лопасть хвостового плавника длинная, особенно у молодых акул, нижняя лопасть довольно хорошо развита. Хвостовой стебель короткий и толстый. Шестижаберная акула достигает длины 4,8 м. Средняя длина самцов колеблется от 309 до 330 см. Самки крупнее, их средняя длина 350—420 см. Максимальный зафиксированный вес 590 кг.
Дермальные зубчики расположены неплотно, имеют округлую форму с центральным гребнем и тремя каудальными выступами. Окраска от светло-коричневого и чёрно-серого до шоколадно-коричневого цвета, брюхо беловатое. Некоторые особи имеют светлую полоску на боковой линии. По бокам могут присутствовать тёмные пятна. 

## Биология
Будучи довольно медлительной, шестижаберная акула тем не менее способна развить большую скорость, преследуя добычу. Крупные размеры и обширный ареал делают рацион этих акул очень разнообразным. Они поедают ракообразных, головоногих, миксинообразных, костистых рыб (корифены, небольшие меч-рыбы, марлины, сельди, сарганы, тресковые, морские щуки, хек, камбаловые, морской петух, морской чёрт) и хрящевых рыб, в том числе сородичей. Известны случаи, когда шестижаберники преследовали пойманных на крючок соплеменников и поднимались на поверхность вслед за ними. Кроме того, они охотятся на скатов и прочих акул (короткопёрая колючая акула, длинношипая колючая акула, коротконосый катран, тихоокеанская бляшкошипая акула), пожирают падаль, и даже известны случаи нападений на тюленей. Нижние зубы позволяют шестижаберным акулам перепиливать крупную добычу. Поскольку шестижаберники охотятся на сородичей, очевидно, должен существовать механизм сегрегации по размеру.

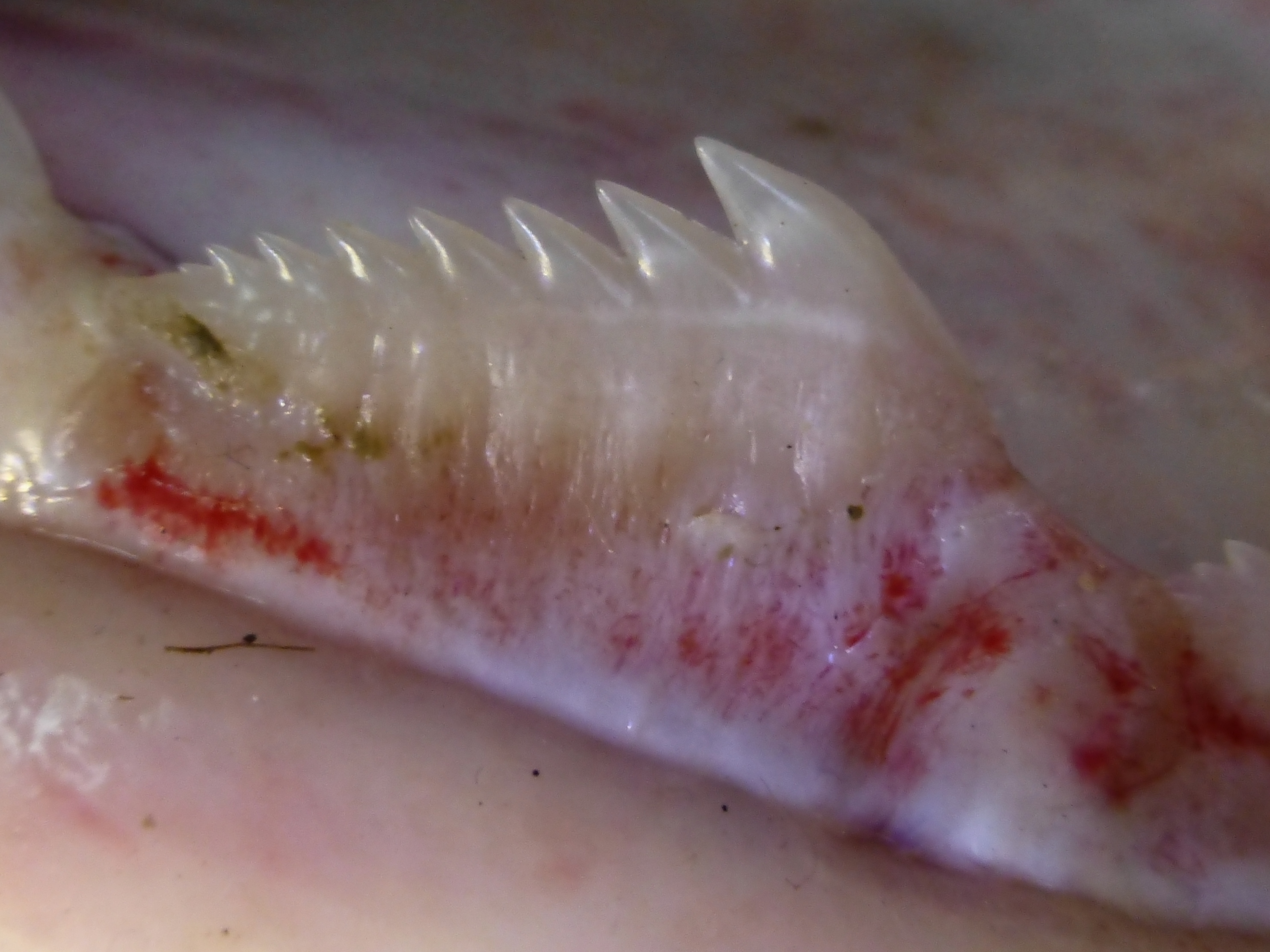
Нижний зуб шестижаберной акулы

Потенциально шестижаберные акулы могут стать добычей сивучей, косаток и белых акул. На этих акулах паразитируют скребни Corynosoma australe и Corynosoma sp., веслоногие рачки Pandarus bicolor и нематоды  Anisakis sp. и Contracaecum sp.

### Размножение
Шестижаберные акулы размножаются яйцеживорождением. Эмбрионы, заключённые в яичные капсулы, развиваются в теле матери. В помёте от 22 до 108 новорождённых длиной 65—70 см. Роды происходят на внешнем кране континентального шельфа и в верхней части материкового склона. Самки достигают половой зрелости при длине 450—482 см, а самцы при длине 315 см.

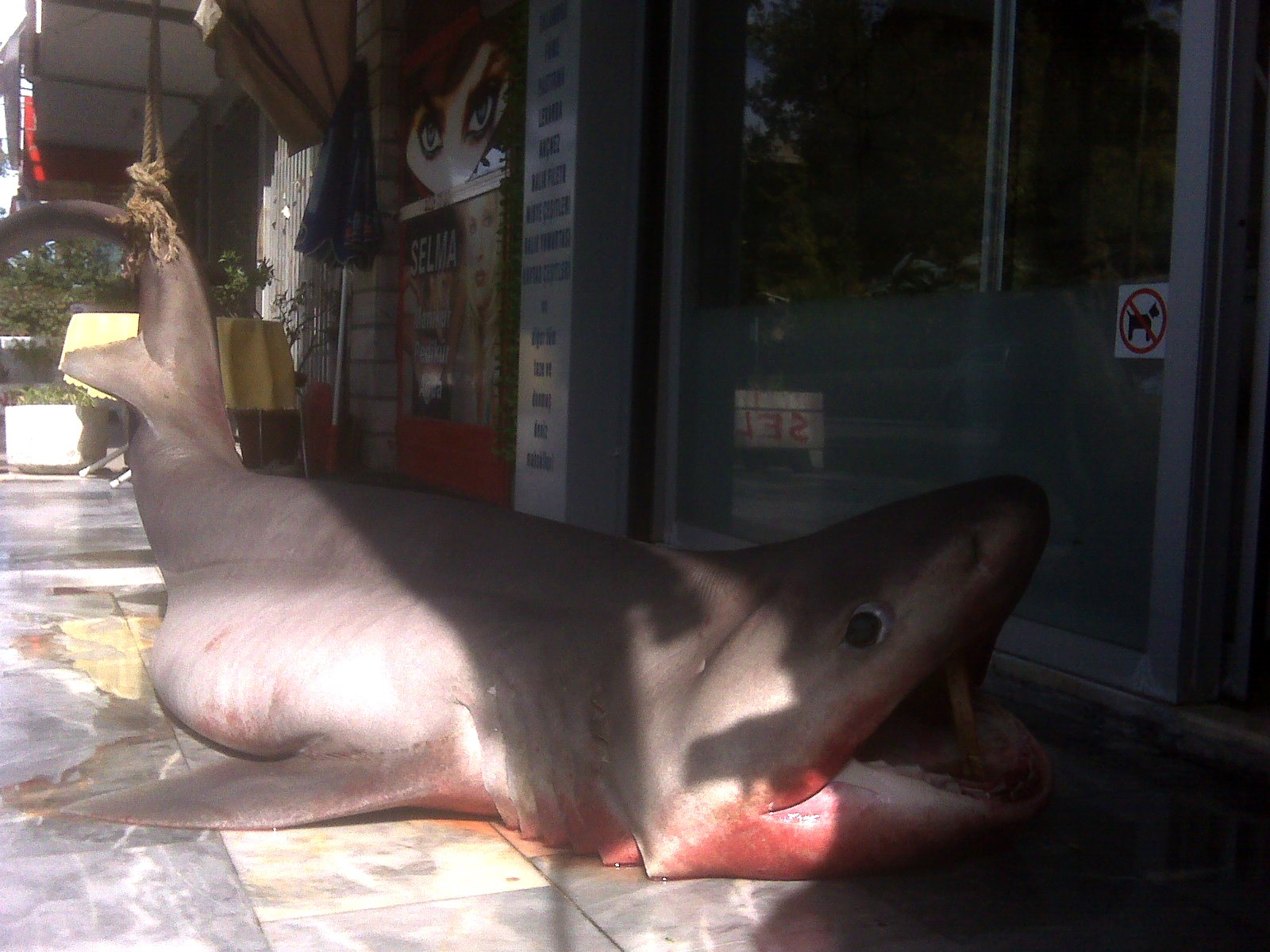
Пойманная шестижаберная акула на рынке в Анкаре

Шестижаберники сильно реагируют на свет даже средней степени интенсивности, что говорит о повышенной светочувствительности. Будучи пойманными, взрослые акулы ведут себя вяло, в то время как молодые активно сопротивляются.

## Взаимодействие с человеком
В целом вид считается безопасным для человека, поскольку до сих пор не зарегистрировано ни одной неспровоцированной атаки. Однако им не нравятся прикосновения дайверов, и если к ним приставать и пытаться гладить, они сразу уходят на глубину. Шестижаберные акулы представляют средний интерес для коммерческого промысла, также они популярны у спортсменов-любителей. Их ловят с помощью ярусов, тралов и жаберных сетей. В штате Вашингтон мясо этих акул коптят, а в Италии из него готовят деликатес для экспорта на рынки Европы. В Австралии также используют мясо и жир печени. Кроме того, мясо шестижаберников солят, вялят, замораживают, производят из него рыбную муку и корм для домашних животных. Вид очень чувствителен к перелову. Международный союз охраны природы присвоил этому виду статус «Близкий к уязвимому положению».